# Le Maléfice
 (juillet 2025).
Pour les articles homonymes, voir Maléfices (homonymie).
Pour plus de détails, voir Fiche technique et Distribution.
Le Maléfice est un film muet français réalisé par Louis Feuillade et sorti en 1912.

## Fiche technique
- Titre : Le Maléfice
- Réalisation : Louis Feuillade
- Scénario : Louis Feuillade
- Société de production : Société des Établissements L. Gaumont
- Pays de production :  France
- Langue : film muet avec les intertitres en français
- Format : Noir et blanc — 35 mm — 1,33:1 — Muet
- Métrage : 433 m
- Genre :
- Durée : 14 minutes 30
- Date de sortie : 
  - France : décembre 1912

## Distribution
- Renée Carl
- Miss Édith
- Luitz-Morat
- Louise Lagrange
- Paul Manson
- Georges Melchior
- Maurice Vinot